# Homegrown Honey
«Homegrown Honey» — песня американского кантри-певца Дариуса Ракера, вышедшая на радио 25 августа 2014 года в качестве первого сингла с его пятого студийного альбома Southern Style (2017). Песню написали Darius Rucker, Charles Kelley, Nathan Chapman, продюсером был Frank Rogers.

## История
«Homegrown Honey» дебютировал на позиции № 55 американском хит-параде Billboard Country Airplay в дату с 30 августа 2014 года. Также дебютировал на № 25 в чарте Billboard Hot Country Songs с 13 сентября 2014 года и на № 97 в основном чарте Billboard Hot 100 с 22 ноября 2014 года. К апрелю 2015 года тираж сингла доститг 376,000 копий в США.
Сингл получил положительные и умеренные отзывы музыкальных критиков и интернет-изданий: Taste of Country, Charleston City Paper.

## Видео
Музыкальное видео было снято в Южной Каролине (США) в августе 2014 года, главным образом в университете Coastal Carolina University, с начальными сценами в баре Rivertown Bistro (Conway).

## Чарты

### Еженедельные чарты
| Чарт (2014-15)                      | Высшая позиция |
| ----------------------------------- | -------------- |
| Канада (Billboard Canadian Hot 100) | 76             |
| Канада (Billboard Country)          | 11             |
| США (Billboard Hot 100)             | 53             |
| США (Billboard Hot Country Songs)   | 6              |
| США (Billboard Country Airplay)     | 2              |

### Годовые итоговые чарты
| Чарт (2014)                       | Позиция |
| --------------------------------- | ------- |
| США Hot Country Songs (Billboard) | 94      |
| США Country Airplay (Billboard)   | 86      |

| Чарт (2015)                       | Позиция |
| --------------------------------- | ------- |
| США Hot Country Songs (Billboard) | 51      |
| США Country Airplay (Billboard)   | 15      |